# 1454

Пізнє Середньовіччя •  Відродження •  Реконкіста •  Ганза •  Ацтецький потрійний союз •  Імперія інків

## Геополітична ситуація
Османську державу очолює Мехмед II Фатіх (до 1481). Імператором Священної Римської імперії є Фрідріх III. У Франції королює Карл VII Звитяжний (до 1461).
Апеннінський півострів розділений: північ належить Священній Римській імперії, середню частину займає Папська область, південь належить Неаполітанському королівству. Деякі міста півночі: Венеція, Флоренція, Генуя тощо, мають статус міст-республік.
Майже весь Піренейський півострів займають християнські Кастилія і Леон, де править Енріке IV (до 1474), Арагонське королівство на чолі з Альфонсо V Великодушним (до 1458) та Португалія, де королює Афонсо V (до 1481). Під владою маврів залишилися тільки землі на самому півдні.
Генріх VI є королем Англії (до 1461), королем Данії та Норвегії — Кристіан I (до 1481), Швеції — Карл VIII Кнутсон (до 1457). Королем Угорщини та Богемії є Ладіслав Постум. У Польщі королює, а у Великому князівстві Литовському княжить Казимир IV Ягеллончик (до 1492).
Частина руських земель перебуває під владою Золотої Орди. Галичина входить до складу Польщі. Волинь належить Великому князівству Литовському. Московське князівство очолює Василь II Темний.
На заході євразійських степів від Золотої Орди відокремилися Казанське ханство, Кримське ханство, Ногайська орда. У Єгипті панують мамлюки, а Мариніди — у Магрибі. У Китаї править династія Мін. Значними державами Індостану є Делійський султанат, Бахмані, Віджаянагара. В Японії триває період Муроматі.
У Долині Мехіко править Ацтецький потрійний союз на чолі з Монтесумою I (до 1469). Цивілізація мая переживає посткласичний період. В Імперії інків править Панчакутек Юпанкі.

## Події
- У Пруссії спалахнуло повстання проти Тевтонського ордену. Розпочалася Тринадцятирічна війна між Польщею та Орденом. Видано Нешавський привілей 1454.
- 18 квітня, після падіння Константинополя, дожу Венеції Франческо Фоскарі довелось укласти з османським султаном Мехмедом угоду, яка означала втрату нею гегемонії в Середземному морі.
- Засновано село Двірці, Бережанський район, Тернопільська область.
- В Англії герцог Йоркський Річард став протектором короля Генріха VI, який втратив розум. До кінця року королю полегшало, і він знову взяв владу у свої руки.
- Папа римський Миколай V буллою Romanum Pontifex надав Португалії право навернення, при потребі насильного, сарацинів та інших поган у Африці.
- Королем Кастилії став Енріке IV.
- Укладено Лодійську угоду між Міланом, Венецією та Неаполітанським королівством. Пізніше Венеція, Флоренція та Мілан утворили Італійську лігу.